# Pers-en-Gâtinais
 Pers-en-Gâtinais  es una población y comuna francesa, situada en la región de Centro, departamento de Loiret, en el distrito de Montargis y cantón de Courtenay.

## Demografía
| 222 | 212 | 179 | 146 | 146 | 202 |
| Para los censos de 1962 a 1999 la población legal corresponde a la población sin duplicidades (Fuente: INSEE [Consultar]) |     |     |     |     |     |